# Ždrelac
Ždrelac (italsky Sdrelaz) je vesnice a přímořské letovisko v Chorvatsku v Zadarské župě, nacházející se na severozápadě ostrova Pašman, spadající pod opčinu Pašman. V roce 2011 zde žilo celkem 312 obyvatel. V roce 1991 naprostou většinu obyvatelstva (97,67 %) tvořili Chorvati.
Sousedními vesnicemi jsou Banj a Kukljica. Nejdůležitější dopravní komunikací je silnice D110. Nachází se zde most Ždrelac, spojující ostrovy Pašman a Ugljan.